# Tomohiko Miyazaki
Tomohiko Miyazaki (宮崎 智彦?, Miyazaki Tomohiko; Tokyo, 21 novembre 1986) è un calciatore giapponese, difensore del Fukushima Utd.

## Palmarès

### Club

#### Competizioni nazionali
- Campionato giapponese: 1

Kashima Antlers: 2009
- Supercoppa del Giappone: 1

Kashima Antlers: 2010
- Coppa dell'Imperatore: 1

Kashima Antlers: 2010